# Brasilândia (São Paulo)
Brasilândia est un district de la municipalité de São Paulo. La population estimée en 2010 est de 280 069 habitants, étant le 4e district le plus peuplé de la municipalité et le premier de la zone nord. Le quartier est divisé en 41 quartiers et quelques ensembles de logements, ce sont : Brasilândia, Jardim Maracanã ; Parque Hollywood; Parque Itaberaba; Jardim Magali; Jardim Elísio ; Jardim Alvorada ; Jardim Almanara ; Vila Elias Nigri ; Jardim Irene; Vila Rica ; Vila Penteado ; Parque Pedroso; Vila Souza; Jardim Ondina ; Jardim Ana Maria ; Vila Ismênia ; Parque Belém ; Jardim Elisa Maria ; Parque Tietê ; Jardim Ladeira Rosa ; Vila Terezinha ; Vila Dulcina ; Vila Isabel ; Vila Áurea ; Vila Nina ; Jardim dos Guedes ; Vila Serralheiro ; Jardim do Tiro ; Vila Itaberaba; Vila Icaraí ; Vila São João Batista ; Vila São Joaquim ; Jardim Paulistano ; Jardim Carombé ; Jardim Guarani ; Jardim Princesa ; Jardim Damasceno ; Jardim Paraná ; Jardim Vista Alegre ; Jardim Recanto ; Jardim dos Francos.
De plus, la Serra da Cantareira occupe une grande partie de l'extrémité nord du district. Ses limites sont Cachoeirinha, Freguesia do Ó, Pirituba, Jaraguá et la municipalité de Caieiras.

## Histoire
Le district de Brasilândia est né d'un démembrement de fermes et de fermes qui existaient au début du XXe siècle. Dans les années 1930, les sites et les fermes de canne à sucre ont été converties en lotissements résidentiels. Brasílio Simões, marchand à l'époque, dirigea le district lors de la construction de l'église Santo Antônio qui remplaça une ancienne chapelle. En hommage, le nom du marchand était utilisé dans le nom du quartier. Le district abrite des familles de la classe moyenne.
Aujourd'hui, le district s'est encore développé avec la construction d'un métro. Il a plusieurs écoles publiques et privées, des marchés et des grossistes tels que Roldão, en plus de la proximité de Cantareira Norte Shopping.
Dans certaines régions, il y a une foire libre pendant les week-ends.

## Développement actuel
La circulation est de plus en plus compliquée en raison du manque de grandes avenues dans le quartier. L'infrastructure très faible, les routes étroites et les trottoirs inadéquats, ainsi que le flux important de véhicules lourds qui alimentent le commerce et les transports publics, ont rendu sa rue principale impraticable aux heures de pointe. L'arrivée du métro (Ligne 6 - Orange), prévue pour 2021, vise, en plus de relier plus rapidement et plus efficacement la population de Brasilândia au centre-ville, vise à améliorer ce scénario.
L'hôpital municipal de Vila Brasilândia est également présent depuis 2019.

## Services
Brasilândia est très populaire en raison du grand commerce, du nombre d'églises, en plus de la région ayant plusieurs postes de santé.

## Districts et municipalités limitrophes
- Caieiras (Nord, Grand São Paulo)
- Freguesia do Ó (Sud)
- Jaraguá (Ouest)
- Pirituba (Sud-ouest)
- Cachoeirinha (Est)